# Cuaespinós de pitet
El cuaespinós de pitet (Synallaxis scutata) és una espècie d'ocell de la família dels furnàrids (Furnariidae).
Viu entre la malesa del bosc de les terres baixes de l'est del Brasil, est del Paraguai i nord-est de l'Argentina.